# 北沢忍
北沢 忍（きたざわ しのぶ、1976年12月27日 - ）は日本の元AV女優。
趣味：カラオケ。特技：バスケットボール。

## 略歴
グラビアを経て、1996年に『いたずら娘はきゅうり好き!』でAVデビュー。
ビデオ等に多数出演。
約1年半の活動後、1997年引退。

## 作品

### アダルトビデオ
1996年
- いたずら娘はきゅうり好き!（11月16日、メビウス）
- TOUCH ME!（12月17日、シャイ企画）

1997年
- 白衣を着るとうずくんです（1月24日、ミス・クリスティーヌ）
- Heat UP!（2月27日、シャイ企画）
- ブルマー倶楽部（4月18日、HRC）
- THE 限界（5月25日、ビッグモーカル）
- 女子校生監禁痴漢電車（7月20日、笠倉出版社）
- マゴギャル通信VOL.1 咲ちゃん（9月4日、ロリっ子倶楽部）
- ごっくんナース・白衣に爆射!（10月1日、ビデオメーカー）
- 淫欲姉妹（10月17日、アートビデオ）
- 渚のビアガール（10月27日、キュー・プランニング）

1998年
- スーパーおしゃぶり100連発!（9月1日、h.m.p）

2000年
- コスプレ殿堂4（12月10日、h.m.p）

2001年
- ブルセラ伝説1 女子校生 北沢忍（11月6日、U&K）
- スーパービッグコレクション 240ミニッツスペシャル（12月14日、ビッグモーカル）オムニバス作品

2003年
- 女子校生痴漢電車 DELUXE（3月14日、デジタルドリーム）
- アイドル Iダース 登校編（5月16日、シャイ企画）
- 女子校生オシッコ Deluxe 1（9月12日、メディアバンク）

発売年不明
- レイプレイバース
- 濡れ尻淫感ドール
- 落日の哀人形（アタッカーズ）[1]
- 女子校生のえとせとら
- もぎたてミセス13
- お姉さん 私に甘えて11
- ミニスカポリス NO.8
- 今夜はきまぐれ
- 白百合の華11
- 近親相姦 父VS娘
- 真性痴女 むしゃぶりつく女
- 狂乱病棟 悪夢の乱交パーティー
- 平成ウキウキ女学園（シャトル）
- 株式会社セクハラオフィス6
- 強制ぶっかけ性欲処理班
- スーパーレッグパラノイア7
- FUDOL KIDS2北沢忍（桃太郎映像）
- 極楽フーゾクGal'sセレクション3

## 出演

### テレビ番組
- のりのり天国（サンテレビ）
- 紳助のサルでもわかるニュース（読売テレビ）
- 27時間テレビ ブラ綱引きのコーナー（フジテレビ）